# Riksväg 58
Riksväg 58 var under åren 1962–1985 en riksväg, som hade den för Sverige unika egenskapen att ha ett landavbrott. (Motorvägsnäten i Tyskland och Frankrike har ett antal landavbrott).
Den hade sträckningen Nyköping- Bettna - Flen och sedan ett avbrott och vidare Eskilstuna - Västerås. För att ta sig förbi avbrottet tog man vägen Flen-Malmköping (Riksväg 55) och Malmköping-Eskilstuna (dåvarande Länsväg 222). Anledningen till avbrottet var att en helt ny väg avsåg byggas på sträckan Flen-Hälleforsnäs-Eskilstuna, planer som aldrig har förverkligats.
Riksväg 58 avskaffades 1985 när en del riksvägar och länsvägar bytte nummer. 
- Sträckan Nyköping - Bettna är numera Riksväg 52.
- Sträckan Bettna - Flen är numera Länsväg 221
- Sträckan Gröndals trafikplats (på E20) väster om Eskilstuna - Västerås blev Riksväg 53 men är numera Riksväg 56.

På sträckan Nyköping - Västerås drogs samtidigt Riksväg 53 utan avbrott via Malmköping istället för Flen (Riksväg 53 heter nu Riksväg 56 norr om Eskilstuna).